# Пруэнса-а-Нова (район)
Пруэ́нса-а-Нова (порт. Proença-a-Nova) — район (фрегезия) в Португалии, входит в округ Каштелу-Бранку. Является составной частью муниципалитета Пруэнса-а-Нова. По старому административному делению входил в провинцию Бейра-Байша. Входит в экономико-статистический субрегион Пиньял-Интериор-Сул, который входит в Центральный регион. Население составляет 4675 человек на 2001 год. Занимает площадь 143,8 км².
Покровителем района считается Дева Мария (порт. Nossa Senhora da Assunção).